# Campeonato Europeu de Beisebol de 1962
O Campeonato Europeu de Beisebol de 1962 foi a 7º edição do principal torneio entre seleções nacionais de beisebol da Europa. A campeã foi a Seleção Neerlandesa de Beisebol, que conquistou seu 5º título na história da competição. O torneio foi sediado nos Países Baixos.